# (36917) 2000 SJ205
2000 SJ205 (asteroide 36917) é um asteroide da cintura principal. Possui uma excentricidade de 0.08921880 e uma inclinação de 3.85864º.
Este asteroide foi descoberto no dia 24 de setembro de 2000 por LINEAR em Socorro.